# Vesta Tilley
Vesta Tilley, pseudoniem van Matilda Alice Powles, (13 mei 1864 - 16 september 1952) was een Engels music hall-artiest. Ze was een zangeres en comédienne en ze was beroemd vanwege haar optredens als mannenimitator (drag king). Tilley genoot bekendheid in zowel de Verenigde Staten als in Groot-Brittannië.

## Biografie
Tilly werd in 1864 geboren in Worcester. Haar vader, Harry Ball, was komisch acteur, componist en theaterbestuurder. Onder zijn leiding trad Tilley voor het eerst op toen ze ruim drie jaar oud was. Op zesjarige leeftijd trad ze in jongenskleding op, in een imitatie van de toen bekende operazanger Sims Reeves. Met haar vader als manager toerde Tilley langs diverse steden in Engeland, maar ze trad het meest op in de St George's Hall in Nottingham. Reeds op elfjarige leeftijd verdiende ze er zoveel mee, dat ze ouders, broers en zussen kon onderhouden. In april 1878 gebruikte ze het pseudoniem Vesta Tilley voor het eerst, bij optredens in de Weston's Music Hall in de Londense wijk Holborn.
In 1890 trouwde Tilley met de impresario Walter de Frece, die haar begeleiding overnam van haar vader en ook wel liedjes voor haar schreef. Vanaf 1912 trad ze ook in de Verenigde Staten op.

### Crossdresser
Een drag king was Tilley uitsluitend op het podium. In haar vrije tijd droeg ze normaal vrouwelijke kleding, vaak met luxe onderdelen als bont en juwelen.

### Eerste Wereldoorlog
Tijdens de Eerste Wereldoorlog deed Tilley met haar echtgenoot verschillend werk voor haar vaderland. Zo waren ze betrokken bij de rekrutering van soldaten, wat soms zelfs tijdens optredens op het podium plaatsvond. Ook trad ze op voor gewonden en was ze actief als fondsenwerver.
De oorlogsinspanningen leverden haar echtgenoot in 1919 een verheffing in de adelstand op. Nadien mocht Tilley zich Lady de Frece noemen.

### Afscheid
Tilley's afscheidstournee duurde een vol jaar, van 1919 tot 1920. De opbrengsten werden geschonken aan goede doelen voor kinderen in de steden waar ze optrad. Ze verzorgde haar laatste optreden in het London Coliseum in de hoofdstad.
Naar eigen zeggen had haar afscheid te maken met de politieke ambities van haar echtgenoot, die in 1920 parlementslid werd. Haar beroep zou niet respectabel genoeg zijn voor een vrouw van een parlementariër. Mogelijk speelde ook een rol dat zij haar echtgenoot in de publieke belangstelling zou overschaduwen als ze bleef optreden.
Nadat haar echtgenoot afscheid van de politiek had genomen, verhuisde het stel naar Monte Carlo. Tilley overleed in 1952 in Londen.

## Repertoire
Aanvankelijk zong Tilley vooral liedjes van Sims Reeves en die welke haar vader voor haar schreef. Later trad ze in de voetsporen van andere mannenimitators door typetjes te scheppen en daarbij passend materiaal te zingen. Eerst waren dat vooral zich slecht of gênant gedragende jongemannen, waarbij ze een verscheidenheid aan mannelijke gedragingen uitvergrootte, voor een komisch effect. Daaronder bevond zich 'Burlington Bertie', een goed geklede en welgemanierde man uit de middenklasse die steevast tot laat uitging en pas na tien uur 's morgens opstond. Haar publiek, dat voornamelijk uit de arbeidersklasse afkomstig was, vermaakte ze er prima mee. Voor jonge mannen zette ze met haar kleding de toon en onder jonge vrouwen was ze beroemd vanwege haar onafhankelijkheid - ze verdiende al snel 500 pond per week.
Later zou ze ook andere mannen neerzetten, zoals soldaten, een geestelijke en een rechter. Tilley besteedde grote zorg aan de kleding en aan de act, waarbij ze vaak elk woord en elke beweging, soms maandenlang, instudeerde.
- Bibliothèque nationale de France: cb13940658x (data)
- Gemeinsame Normdatei: 135829305
- International Standard Name Identifier: 0000 0000 6311 249X
- Library of Congress Control Number: n85162157
- MusicBrainz: 7b6d96d9-26db-42bb-b90a-56fa39baf838
- Nationale bibliotheek van Australië: 35557761
- Nederlandse Thesaurus van Auteursnamen: 072123257
- Istituto Centrale per il Catalogo Unico: DDSV304861
- SNAC: w6xh2r98
- Système universitaire de documentation: 193354713
- Trove: 995265
- Virtual International Authority File: 74041802
- WorldCat: E39PBJpv6Q6tDqfjhRXwWwDyVC